# أنا شهيرة أنا الخائن (مسلسل)
أنا شهيرة ... أنا الخائن مسلسل تلفزيوني مصري حكاية من فصلين ننظر من خلالها بعيون شهيرة ورؤوف علاقة زوجية ناجحة تتحول إلى مأساة.

## قصة المسلسل
مسلسل «أنا شهيرة أنا الخائن» رواية من جزأين مقتبسة عن أحداث حقيقية سجلتها الكاتبة نور عبد المجيد، يتم روايتها على جزئين كل منها 30 حلقة؛ الأول يحكي القصة من وجهة نظر شهيرة، والثاني يحكيها من وجهة نظر رؤوف. وقد صدرت عن الدار المصرية اللبنانية على كتابين في عام 2013، وتحكي الكاتبة من خلالها على لسان بطلي القصة شهيرة ورءوف حكايتهما من وجهة نظر كل منهما بشكل منفصل بالكتابين، ويقدم الكتاب الأول القصة كما عاشتها شهيرة، ويقدم الثاني وجهة نظر رؤوف الطرف الآخر في العلاقة، وتتخذ من الخيانة الزوجية والانتقام بطلاً رئيسيًا في الحكاية، فبعد أن قام رؤوف بخيانة شهيرة تقرر الأخيرة الانتقام بنفس الطريقة، بدافع الانتقام والثأر لكرامتها الشخصية لكن الأمر كان مريراً على كليهما المسلسل بطولة ياسمين رئيس وأحمد فهمي وخالد زكي والعديد من الممثلين المصريين وإخراج أحمد مدحت وينتمى لنوعية مسلسلات الـ 60 حلقة.

## طاقم العمل
| - ياسمين رئيس: شهيرة - أحمد فهمي - خالد زكي - أحمد فؤاد سليم - محمد علاء | - أسماء أبو اليزيد - محمد العمروسي - سلمى الديب - مفيد عاشور - سامي مغاوري | - حنان يوسف - حنان سليمان: ضيفة الحلقات - مها أبو عوف: الكاتبة نور - ياسر علي ماهر - أحمد دياب | - عزة السيد - إيمان حمدي - أحمد عثمان - أحمد مصطفى - منة سماحة | أبطال الحكاية الثانية - أحمد الشامي - رانيا منصور - ولاء الشريف: زهرة - سيف هانو - هاني نعيم - هاني العدوي |

بالأشتراك مع
الحكاية الأولى: محمد دياب - غادة فلفل - زيزي صلاح - ريم المصري - رانيا بنات - صباح عبد العزيز - كاميليا إبراهيم - علي سيف - أحمد الباشا- أيمن هلال - خالد الشيوي: أيمن الورداني - سيد عبد الغفار - كابتن سامي - عفاف الرشيدي - تامر العربي - عادل عبد النبي - خالد مجدي - مها محمد مصطفى - هدى علاء - نور خنفي - وليد حمزة - أشرف بوزيشن - ياسر زهدي
الأطفال:
- شمس ارابيسك - ادهم الشلقاني - ايتن اشرف- نجلاء محمد- لوجي احمد- سيف هنو- زياد قطب: رؤوف (7 سنوات) - يوسف قطب: رؤوف (13 سنة) - ياسر زهدي